# 오르도스 사막
오르도스 사막(중국어 간체자: 鄂尔多斯沙漠, 정체자: 鄂爾多斯沙漠, 병음: È'ěrduōsī Shāmò)은 중화인민공화국의 내몽골 자치구 남부의 고원에 자리하고 있는 건조지역이다. 토양의 대부분이 진흙과 모래로 되어있기 때문에 농경에 적합치 않다. 넓이는 약 90,650 제곱킬로미터에 달한다.

## 위치

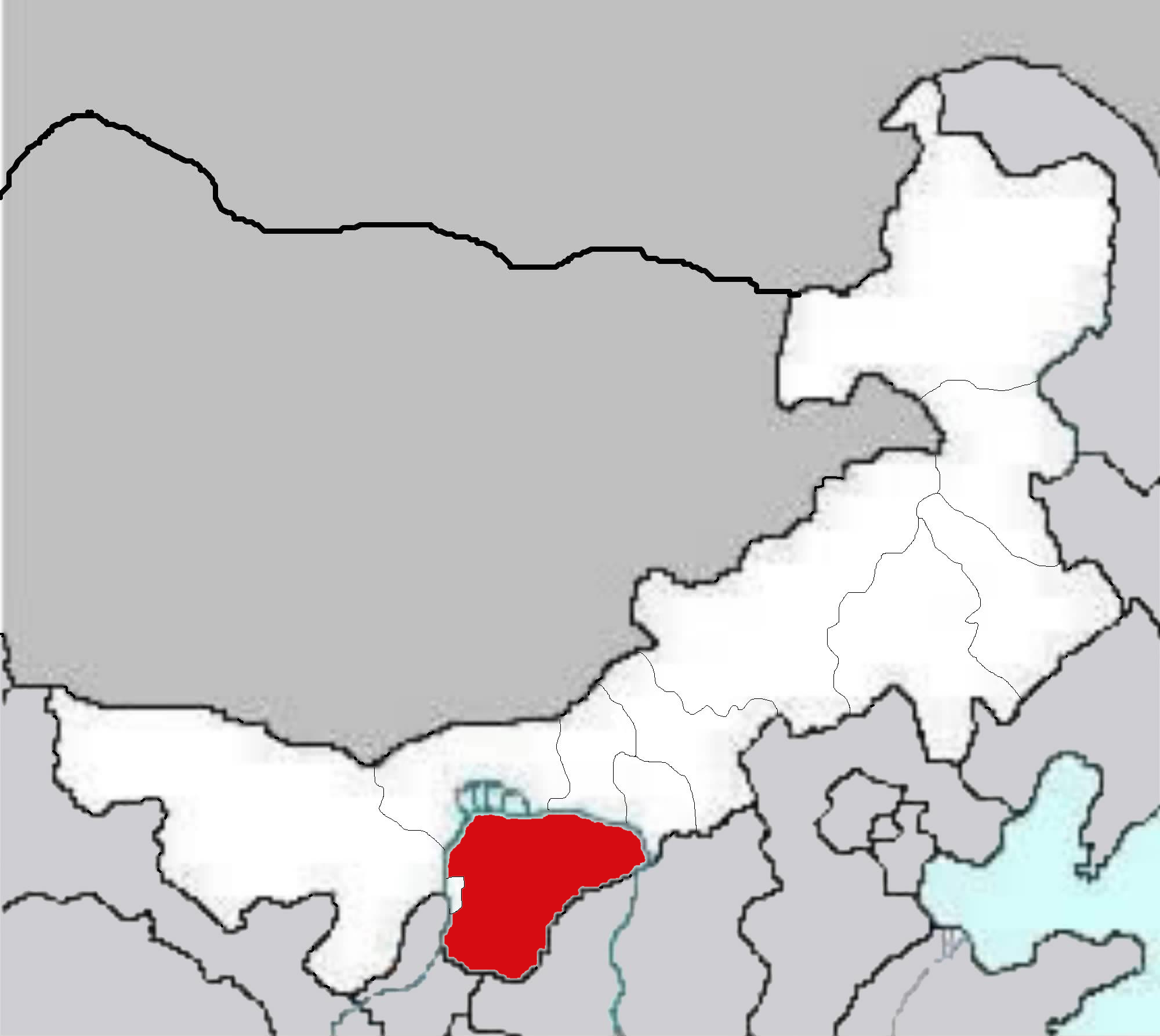
오르도스 지역

오르도스 사막은 서쪽 지원 스파르오 지대에 위치한다.

## 지형
오르도스 사막은 히말라야산맥으로부터 동중국의 저지로 지형이 낮아지는 과정의 중간에 위치한다. 남쪽으로는 고도가 1500m에 달하고 서쪽으로는 황하의 오른쪽 강안을 따라 스텝으로 덮여있는 900m 높이의 아르부스산맥이 자리하고 있고, 이는 인산산맥(陰山)의 허란산맥(賀蘭山)으로 연결되어있다. 황하의 대 곡류 북쪽은 쿠줍치 사막의 사구가 12-15m정도 높이로 발달하고 있다. 사구는 강으로부터 30m 정도 고도가 높다. 인산산맥은 황하의 대곡류 북쪽에서 동경 108도부터 112도까지 뻗어있는데, 거친 고산성의 특징을 가지고 있고, 특히 네이멍구 남부의 다른 산악지대와는 달리 습윤하고 식생이 풍부하다.

## 기후
오르도스사막의 연간 강우량은 250mm가 되지 않는다. 대부분의 강우는 뇌우의 형태로 내린다. 이 지역에는 많은 염호가 있고, 단속적인 하천도 나타난다. 1월 평균기온은 -13도에서 -10도 사이이고 찬바람이 북쪽과 서쪽으로부터 불어온다.

## 역사

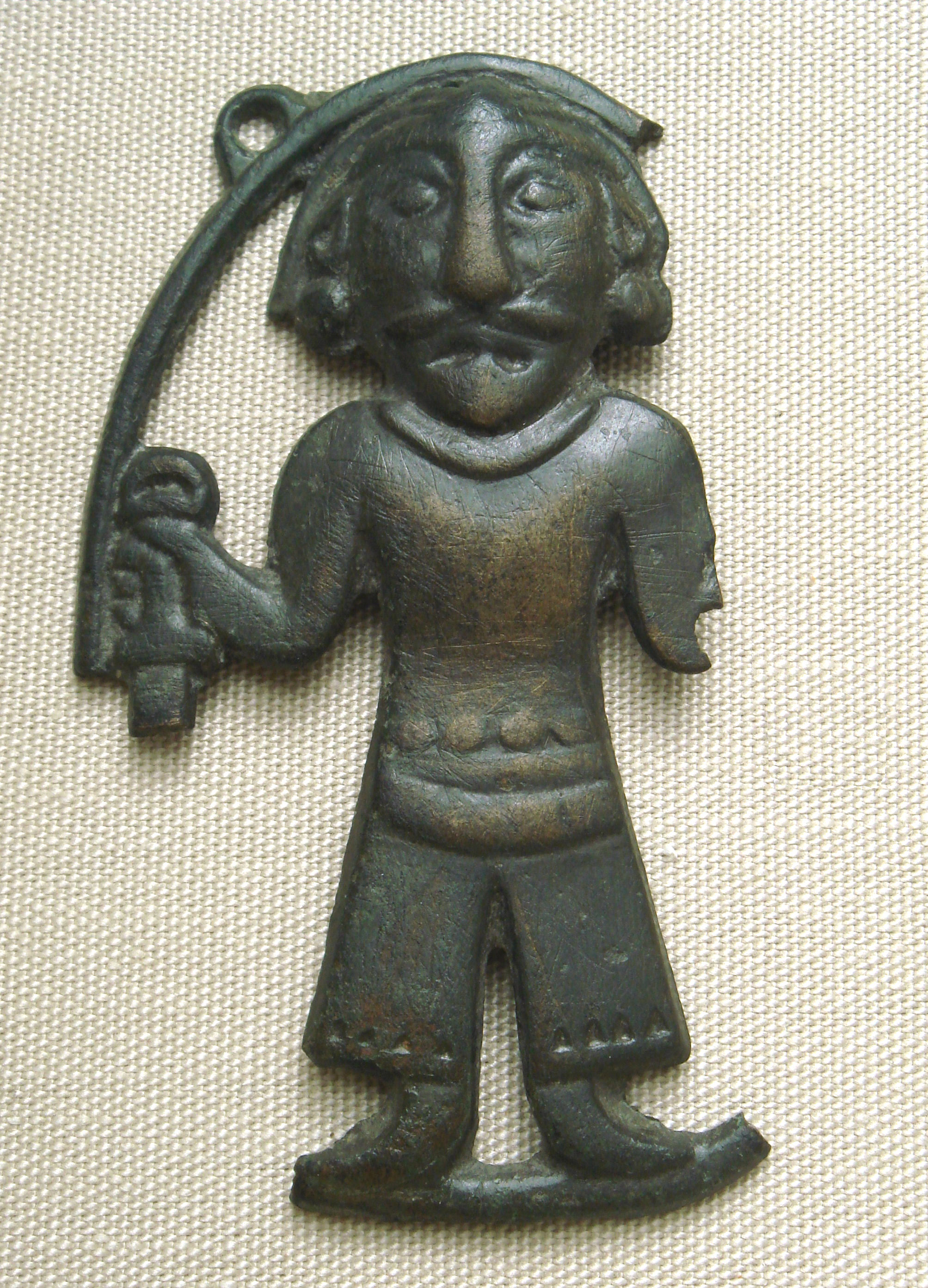
오르도스 남자의 청동상(기원전 3~1세기, 대영 박물관)

오르도스사막은 예로부터 하투(河套) 또는 하남(河南)이라고 불렸었다. 일설에 따르면 이곳은 투르크인들의 전설적인 활동 무대였다. 오랜 시간 동안 이 지역은 기마 유목민들의 터전이었고, 한족들과 잦은 다툼이 있었다. 기원후 1, 2세기에는 흉노가 자리잡았었다. 1869년의 둥간 혁명의 실패 이후 대부분의 사람들이 러시아로 떠나가면서 비워졌다.

## 같이 보기
- 오르도스시